# Copa Libertadores da América de 2022
A Copa Libertadores da América de 2022, oficialmente CONMEBOL Libertadores 2022, foi a 63.ª edição da competição de futebol realizada anualmente pela Confederação Sul-Americana de Futebol (CONMEBOL). Participaram clubes das dez associações sul-americanas.
Em 13 de maio de 2021, o conselho da CONMEBOL definiu, de maneira virtual, o Estádio Monumental de Barcelona em Guaiaquil, no Equador, como sede da final.
Em 25 de novembro de 2021, a CONMEBOL anunciou a abolição da regra do gol fora de casa em todas as suas competições de clubes, incluindo a Copa Libertadores, que vinha sendo usada desde 2005.
Após chegar a sua terceira final em quatro anos, o Flamengo conquistou seu terceiro título da competição de forma invicta, superando o Athletico Paranaense na final por 1–0. Com isso, garantiu enfrentar o campeão da Copa Sul-Americana de 2022 na Recopa Sul-Americana de 2023, assim como se classificou automaticamente para a fase de grupos da Copa Libertadores da América de 2023 e para a Copa do Mundo de Clubes da FIFA de 2022. Ademais, em 14 de março de 2023 a FIFA confirmou a participação do campeão do torneio no Mundial de Clubes FIFA de 2025, nos Estados Unidos.

## Equipes classificadas
As seguintes 47 equipes das 10 federações filiadas à CONMEBOL se qualificaram para o torneio:
- Campeão da Copa Libertadores da América de 2021
- Campeão da Copa Sul-Americana de 2021
- Brasil: 7 vagas
- Argentina: 6 vagas
- Demais associações: 4 vagas cada

A fase de entrada é determinada da seguinte maneira:
- Fase de grupos: 28 equipes
  - Campeão da Copa Libertadores de 2021
  - Campeão da Copa Sul-Americana de 2021
  - Equipes qualificadas para para as vagas 1 a 5 da Argentina e do Brasil
  - Equipes qualificadas para as vagas 1 e 2 de todas as outras associações.
- Segunda fase: 13 equipes
  - Equipes qualificadas para as vagas 6 e 7 do Brasil
  - Equipe que qualificou para a vaga 6 da Argentina
  - Equipes qualificadas para as vagas 3 e 4 do Chile e Colômbia
  - Equipes qualificadas para a vaga 3 de todas as outras associações.
- Primeira fase: 6 equipes
  - Equipes que se qualificaram para a vaga 4 da Bolívia, Equador, Paraguai, Peru, Uruguai e Venezuela

| Associação                                                    | Equipe                    | Classificação                                                  | Fase           |
| ------------------------------------------------------------- | ------------------------- | -------------------------------------------------------------- | -------------- |
| Argentina · (6 vagas)                                         | Colón                     | Campeão da Copa da Liga Profissional de 2021                   | Fase de grupos |
| Argentina · (6 vagas)                                         | River Plate               | Campeão do Campeonato Argentino de 2021                        | Fase de grupos |
| Argentina · (6 vagas)                                         | Boca Juniors              | Campeão da Copa da Argentina de 2019–20                        | Fase de grupos |
| Argentina · (6 vagas)                                         | Vélez Sarsfield           | Melhor colocado na tabela geral da temporada de 2021           | Fase de grupos |
| Argentina · (6 vagas)                                         | Talleres                  | 2º melhor colocado na tabela geral da temporada de de 2021     | Fase de grupos |
| Argentina · (6 vagas)                                         | Estudiantes               | 3º melhor colocado na tabela geral da temporada de 2021        | Segunda fase   |
| Bolívia · (4 vagas)                                           | Independiente Petrolero   | Campeão do Campeonato Boliviano de 2021                        | Fase de grupos |
| Bolívia · (4 vagas)                                           | Always Ready              | Vice-campeão do Campeonato Boliviano de 2021                   | Fase de grupos |
| Bolívia · (4 vagas)                                           | The Strongest             | 3º colocado do Campeonato Boliviano de 2021                    | Segunda fase   |
| Bolívia · (4 vagas)                                           | Bolívar                   | 4º colocado do Campeonato Boliviano de 2021                    | Primeira fase  |
| Brasil (7 vagas + atual campeão + · campeão da Sul-Americana) | Palmeiras                 | Campeão da Copa Libertadores de 2021                           | Fase de grupos |
| Brasil (7 vagas + atual campeão + · campeão da Sul-Americana) | Athletico Paranaense      | Campeão da Copa Sul-Americana de 2021                          | Fase de grupos |
| Brasil (7 vagas + atual campeão + · campeão da Sul-Americana) | Atlético Mineiro          | Campeão do Campeonato Brasileiro Série A de 2021               | Fase de grupos |
| Brasil (7 vagas + atual campeão + · campeão da Sul-Americana) | Flamengo                  | Vice-campeão do Campeonato Brasileiro Série A de 2021          | Fase de grupos |
| Brasil (7 vagas + atual campeão + · campeão da Sul-Americana) | Fortaleza                 | 4º colocado do Campeonato Brasileiro Série A de 2021           | Fase de grupos |
| Brasil (7 vagas + atual campeão + · campeão da Sul-Americana) | Corinthians               | 5º colocado do Campeonato Brasileiro Série A de 2021           | Fase de grupos |
| Brasil (7 vagas + atual campeão + · campeão da Sul-Americana) | Red Bull Bragantino       | 6º colocado do Campeonato Brasileiro Série A de 2021           | Fase de grupos |
| Brasil (7 vagas + atual campeão + · campeão da Sul-Americana) | Fluminense                | 7º colocado do Campeonato Brasileiro Série A de 2021           | Segunda fase   |
| Brasil (7 vagas + atual campeão + · campeão da Sul-Americana) | América Mineiro           | 8º colocado do Campeonato Brasileiro Série A de 2021           | Segunda fase   |
| Chile · (4 vagas)                                             | Universidad Católica      | Campeão do Campeonato Chileno de 2021                          | Fase de grupos |
| Chile · (4 vagas)                                             | Colo-Colo                 | Vice-campeão do Campeonato Chileno de 2021                     | Fase de grupos |
| Chile · (4 vagas)                                             | Audax Italiano            | 3º colocado do Campeonato Chileno de 2021                      | Segunda fase   |
| Chile · (4 vagas)                                             | Everton                   | Vice-campeão da Copa Chile de 2021                             | Segunda fase   |
| Colômbia · (4 vagas)                                          | Deportes Tolima           | Campeão do Torneio Apertura de 2021                            | Fase de grupos |
| Colômbia · (4 vagas)                                          | Deportivo Cali            | Campeão do Torneio Finalización de 2021                        | Fase de grupos |
| Colômbia · (4 vagas)                                          | Millonarios               | Melhor pontuação na temporada de 2021                          | Segunda fase   |
| Colômbia · (4 vagas)                                          | Atlético Nacional         | Campeão da Copa da Colômbia de 2021                            | Segunda fase   |
| Equador · (4 vagas)                                           | Independiente del Valle   | Campeão do Campeonato Equatoriano de 2021                      | Fase de grupos |
| Equador · (4 vagas)                                           | Emelec                    | Vice-campeão do Campeonato Equatoriano de 2021                 | Fase de grupos |
| Equador · (4 vagas)                                           | Universidad Católica      | Melhor pontuação na temporada de 2021                          | Segunda fase   |
| Equador · (4 vagas)                                           | Barcelona de Guayaquil    | 2ª melhor pontuação na temporada de 2021                       | Primeira fase  |
| Paraguai · (4 vagas)                                          | Cerro Porteño             | Campeão do Campeonato Paraguaio de 2021 com a melhor pontuação | Fase de grupos |
| Paraguai · (4 vagas)                                          | Libertad                  | Campeão do Campeonato Paraguaio de 2021 com a pior pontuação   | Fase de grupos |
| Paraguai · (4 vagas)                                          | Guaraní                   | Melhor pontuação na temporada de 2021                          | Segunda fase   |
| Paraguai · (4 vagas)                                          | Olimpia                   | 2ª melhor pontuação na temporada de 2021                       | Primeira fase  |
| Peru · (4 vagas)                                              | Alianza Lima              | Campeão do Campeonato Peruano de 2021                          | Fase de grupos |
| Peru · (4 vagas)                                              | Sporting Cristal          | Vice-campeão do Campeonato Peruano de 2021                     | Fase de grupos |
| Peru · (4 vagas)                                              | Universitario             | Melhor pontuação na temporada de 2021                          | Segunda fase   |
| Peru · (4 vagas)                                              | Universidad César Vallejo | 2ª melhor pontuação na temporada de 2021                       | Primeira fase  |
| Uruguai · (4 vagas)                                           | Peñarol                   | Campeão do Campeonato Uruguaio de 2021                         | Fase de grupos |
| Uruguai · (4 vagas)                                           | Nacional                  | Vice-campeão do Campeonato Uruguaio de 2021                    | Fase de grupos |
| Uruguai · (4 vagas)                                           | Plaza Colonia             | Melhor pontuação na temporada de 2021                          | Segunda fase   |
| Uruguai · (4 vagas)                                           | Montevideo City Torque    | 2ª melhor pontuação na temporada de 2021                       | Primeira fase  |
| Venezuela · (4 vagas)                                         | Deportivo Táchira         | Campeão do Campeonato Venezuelano de 2021                      | Fase de grupos |
| Venezuela · (4 vagas)                                         | Caracas                   | Vice-campeão do Campeonato Venezuelano de 2021                 | Fase de grupos |
| Venezuela · (4 vagas)                                         | Monagas                   | 3º colocado do Campeonato Venezuelano de 2021                  | Segunda fase   |
| Venezuela · (4 vagas)                                         | Deportivo Lara            | 4º colocado do Campeonato Venezuelano de 2021                  | Primeira fase  |

## Calendário

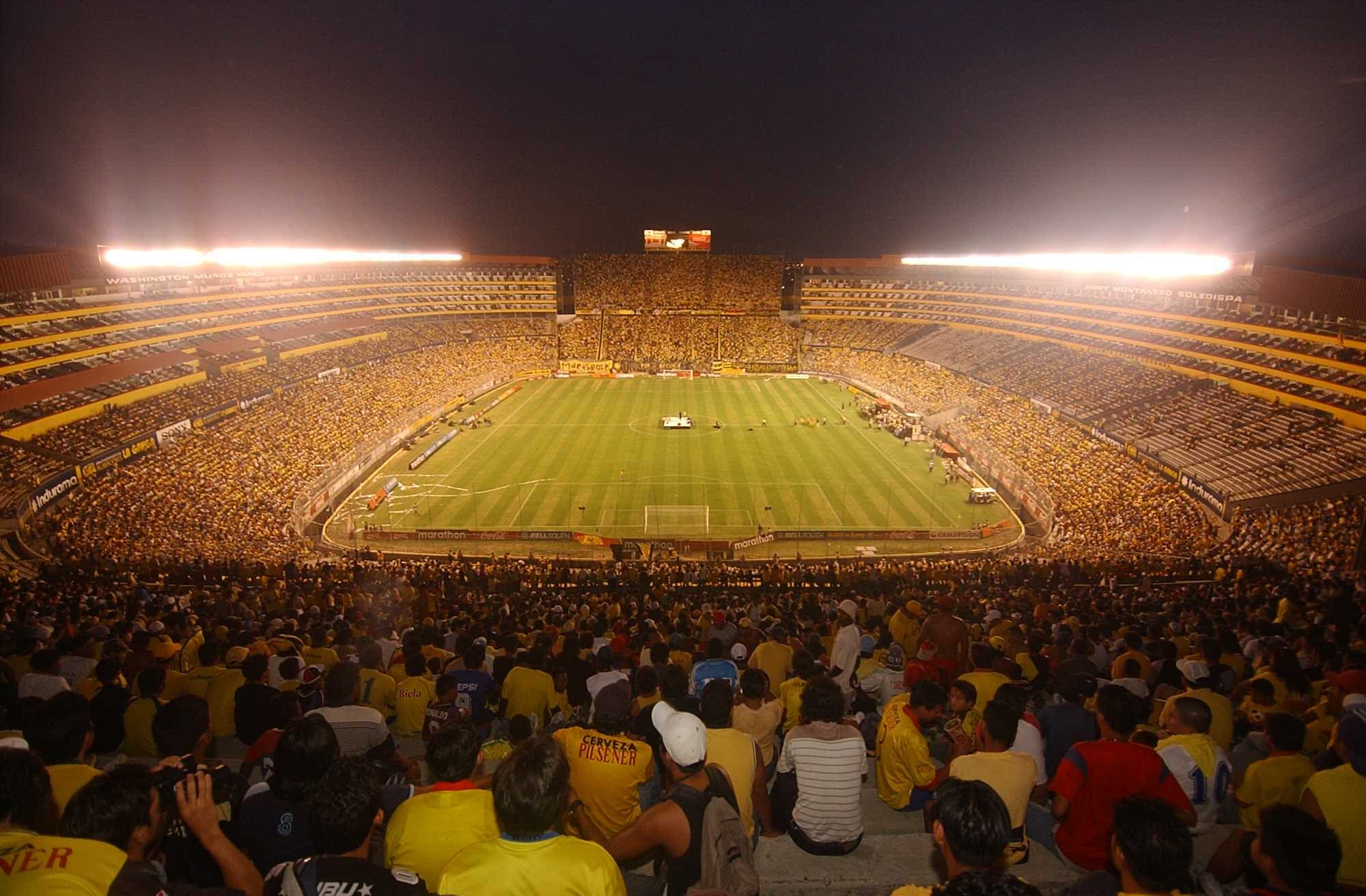
O Estádio Monumental, em Guaiaquil, no Equador, foi designado como sede da final.

O calendário de cada fase foi divulgado em 16 de agosto de 2021.
| Data de sorteio        | Fase             | Ida                                            | Volta                                          |
| ---------------------- | ---------------- | ---------------------------------------------- | ---------------------------------------------- |
| 20 de dezembro de 2021 | Primeira fase    | 8–10 de fevereiro                              | 15–17 de fevereiro                             |
| 20 de dezembro de 2021 | Segunda fase     | 22–24 de fevereiro                             | 1–3 de março                                   |
| 20 de dezembro de 2021 | Terceira fase    | 8–10 de março                                  | 15–17 de março                                 |
| 25 de março            | Fase de grupos   | 5–7 de abril                                   | 5–7 de abril                                   |
| 25 de março            | Fase de grupos   | 12–14 de abril                                 |                                                |
| 25 de março            | Fase de grupos   | 26–28 de abril                                 |                                                |
| 25 de março            | Fase de grupos   | 3–5 de maio                                    |                                                |
| 25 de março            | Fase de grupos   | 17–19 de maio                                  |                                                |
| 25 de março            | Fase de grupos   | 24–26 de maio                                  |                                                |
| 27 de maio             | Oitavas de final | 28–30 de junho                                 | 5–7 de julho                                   |
| 27 de maio             | Quartas de final | 2–4 de agosto                                  | 9–11 de agosto                                 |
| 27 de maio             | Semifinais       | 30 de agosto–1 de setembro                     | 6 e 7 de setembro                              |
| 27 de maio             | Final            | 29 de outubro Estádio Monumental, em Guaiaquil | 29 de outubro Estádio Monumental, em Guaiaquil |

## Sorteio
O sorteio das fases preliminares foi realizado em 20 de dezembro de 2021, no Centro de Convenções da CONMEBOL em Luque, no Paraguai.
|               | Pote 1 | Pote 1 | Pote 2 | Pote 2 |
| ------------- | --- | --- | --- | --- |
| Primeira fase | - Olimpia (14) - Barcelona de Guayaquil (18) - Bolívar (31) | - Olimpia (14) - Barcelona de Guayaquil (18) - Bolívar (31) | - Deportivo Lara (75) - Montevideo City Torque (99) - Universidad César Vallejo (141)                                                                                                  | - Deportivo Lara (75) - Montevideo City Torque (99) - Universidad César Vallejo (141)                                                                                                  |
|               | Pote 1 | Pote 1 | Pote 2 | Pote 2 |
| Segunda fase  | - Atlético Nacional (9) - Fluminense (30) - Estudiantes (34) - Guaraní (38) - The Strongest (40) - Universitario (43) - Universidad Católica (120) - Monagas (133) | - Atlético Nacional (9) - Fluminense (30) - Estudiantes (34) - Guaraní (38) - The Strongest (40) - Universitario (43) - Universidad Católica (120) - Monagas (133) | - Millonarios (52) - Audax Italiano (152) - Everton (165) - Plaza Colonia (205) - América Mineiro (–) - Vencedor primeira fase 1 - Vencedor primeira fase 2 - Vencedor primeira fase 3 | - Millonarios (52) - Audax Italiano (152) - Everton (165) - Plaza Colonia (205) - América Mineiro (–) - Vencedor primeira fase 1 - Vencedor primeira fase 2 - Vencedor primeira fase 3 |

Para a fase de grupos, um novo sorteio aconteceu em 25 de março de 2022 no Centro de Convenções da CONMEBOL, onde 32 equipes foram divididas em quatro potes de acordo com a respectiva colocação no ranking de clubes da CONMEBOL de 16 de dezembro de 2021 e dos classificados das fases preliminares.
|                | Pote 1 | Pote 2 | Pote 3 | Pote 4 |
| -------------- | --- | --- | --- | --- |
| Fase de grupos | - Palmeiras (2) (CL) - River Plate (1) - Boca Juniors (3) - Flamengo (4) - Nacional (6) - Peñarol (7) - Atlético Mineiro (11) - Athletico Paranaense (12) (CS) | - Cerro Porteño (15) - Libertad (16) - Independiente del Valle (21) - Universidad Católica (26) - Emelec (28) - Corinthians (29) - Colo-Colo (32) - Vélez Sarsfield (33) | - Sporting Cristal (35) - Deportivo Cali (44) - Red Bull Bragantino (45) - Deportivo Táchira (46) - Alianza Lima (54) - Deportes Tolima (60) - Colón (64) - Caracas (67) | - Always Ready (86) - Talleres (105) - Independiente Petrolero (178) - Fortaleza (229) - Olimpia (G1) - Estudiantes (G2) - The Strongest (G3) - América Mineiro (G4) |

## Fases preliminares

### Primeira fase
A primeira fase foi disputada por seis equipes provenientes de Bolívia, Equador, Paraguai, Peru, Uruguai e Venezuela, em partidas eliminatórias de ida e volta. Em caso de empate no placar agregado, a vaga seria definida na disputa por pênaltis. Os confrontos desta fase foram definidos através de sorteio.
| Chave | Equipe 1                  | Total       | Equipe 2               | Ida | Volta |
| ----- | ------------------------- | ----------- | ---------------------- | --- | ----- |
| E1    | Montevideo City Torque    | 1–1 (7−8 p) | Barcelona de Guayaquil | 1–1 | 0–0   |
| E2    | Deportivo Lara            | 2–7         | Bolívar                | 2–3 | 0–4   |
| E3    | Universidad César Vallejo | 0–3         | Olimpia                | 0–1 | 0–2   |

### Segunda fase
A segunda fase foi disputada por 16 equipes, sendo 13 delas provenientes de Argentina, Bolívia, Brasil, Chile, Colômbia, Equador, Paraguai, Peru, Uruguai e Venezuela, mais os três vencedores da fase anterior, em partidas eliminatórias de ida e volta. Em caso de empate no placar agregado, vaga seria definida na disputa por pênaltis. Os confrontos desta fase foram definidos através de sorteio.
| Chave | Equipe 1               | Total       | Equipe 2             | Ida | Volta |
| ----- | ---------------------- | ----------- | -------------------- | --- | ----- |
| C1    | Millonarios            | 1–4         | Fluminense           | 1–2 | 0–2   |
| C2    | Audax Italiano         | 1–2         | Estudiantes          | 1–0 | 0–2   |
| C3    | Bolívar                | 1–3         | Universidad Católica | 1–1 | 0–2   |
| C4    | América Mineiro        | 3–3 (5−4 p) | Guaraní              | 0–1 | 3–2   |
| C5    | Barcelona de Guayaquil | 3–0         | Universitario        | 2–0 | 1–0   |
| C6    | Plaza Colonia          | 2–3         | The Strongest        | 2–0 | 0–3   |
| C7    | Everton                | 3–1         | Monagas              | 3–0 | 0–1   |
| C8    | Olimpia                | 4–2         | Atlético Nacional    | 3–1 | 1–1   |

### Terceira fase
A terceira fase foi disputada pelas oito equipes vencedoras da fase anterior, em partidas eliminatórias de ida e volta. Em caso de empate no placar agregado a vaga seria definida na disputa por pênaltis. Os vencedores de cada confronto se classificaram à fase de grupos e os perdedores foram transferidos para a fase de grupos da Copa Sul-Americana de 2022.
| Chave | Equipe 1             | Total       | Equipe 2               | Ida | Volta |
| ----- | -------------------- | ----------- | ---------------------- | --- | ----- |
| G1    | Fluminense           | 3–3 (1−4 p) | Olimpia                | 3–1 | 0–2   |
| G2    | Everton              | 0–2         | Estudiantes            | 0–1 | 0–1   |
| G3    | Universidad Católica | 1–2         | The Strongest          | 0–0 | 1–2   |
| G4    | América Mineiro      | 0–0 (5−4 p) | Barcelona de Guayaquil | 0–0 | 0–0   |

## Fase de grupos
Os vencedores e os segundos classificados de cada grupo avançaram para as oitavas de final, enquanto os terceiros colocados foram transferidos para as oitavas de final da Copa Sul-Americana de 2022.

### Grupo A
| Pos | Equipe                  | Pts | J | V | E | D | GP | GC | SG  | Classificado                |  | PAL | EME | TAC | IPE |
| --- | ----------------------- | --- | - | - | - | - | -- | -- | --- | --------------------------- |  | --- | --- | --- | --- |
| 1   | Palmeiras               | 18  | 6 | 6 | 0 | 0 | 25 | 3  | +22 | Fase final                  |  | —   | 1–0 | 4–1 | 8–1 |
| 2   | Emelec                  | 8   | 6 | 2 | 2 | 2 | 14 | 7  | +7  | Fase final                  |  | 1–3 | —   | 1–1 | 7–0 |
| 3   | Deportivo Táchira       | 7   | 6 | 2 | 1 | 3 | 8  | 14 | −6  | Fase final da Sul-Americana |  | 0–4 | 1–4 | —   | 3–0 |
| 4   | Independiente Petrolero | 1   | 6 | 0 | 1 | 5 | 3  | 26 | −23 |                             |  | 0–5 | 1–1 | 1–2 | —   |

### Grupo B
| Pos | Equipe               | Pts | J | V | E | D | GP | GC | SG | Classificado                |  | LIB | ATP | STR | CAR |
| --- | -------------------- | --- | - | - | - | - | -- | -- | -- | --------------------------- |  | --- | --- | --- | --- |
| 1   | Libertad             | 10  | 6 | 3 | 1 | 2 | 8  | 6  | +2 | Fase final                  |  | —   | 1–0 | 2–1 | 4–1 |
| 2   | Athletico Paranaense | 10  | 6 | 3 | 1 | 2 | 8  | 7  | +1 | Fase final                  |  | 2–0 | —   | 5–1 | 1–0 |
| 3   | The Strongest        | 6   | 6 | 1 | 3 | 2 | 8  | 7  | +1 | Fase final da Sul-Americana |  | 5–0 | 1–1 | —   | 1–1 |
| 4   | Caracas              | 6   | 6 | 1 | 3 | 2 | 4  | 8  | −4 |                             |  | 0–0 | 1–0 | 0–0 | —   |

### Grupo C
| Pos | Equipe              | Pts | J | V | E | D | GP | GC | SG | Classificado                |  | EST | VEL | CNF | RBB |
| --- | ------------------- | --- | - | - | - | - | -- | -- | -- | --------------------------- |  | --- | --- | --- | --- |
| 1   | Estudiantes         | 13  | 6 | 4 | 1 | 1 | 8  | 5  | +3 | Fase final                  |  | —   | 4–1 | 1–0 | 2–0 |
| 2   | Vélez Sarsfield     | 8   | 6 | 2 | 2 | 2 | 12 | 11 | +1 | Fase final                  |  | 4–0 | —   | 1–2 | 2–2 |
| 3   | Nacional            | 7   | 6 | 2 | 1 | 3 | 7  | 7  | 0  | Fase final da Sul-Americana |  | 0–0 | 3–0 | —   | 3–0 |
| 4   | Red Bull Bragantino | 5   | 6 | 1 | 2 | 3 | 5  | 3  | +2 |                             |  | 0–1 | 1–1 | 2–0 | —   |

### Grupo D
| Pos | Equipe                  | Pts | J | V | E | D | GP | GC | SG | Classificado                |  | ATM | TOL | IDV | AMM |
| --- | ----------------------- | --- | - | - | - | - | -- | -- | -- | --------------------------- |  | --- | --- | --- | --- |
| 1   | Atlético Mineiro        | 11  | 6 | 3 | 2 | 1 | 10 | 6  | +4 | Fase final                  |  | —   | 1–2 | 3–1 | 1–1 |
| 2   | Deportes Tolima         | 11  | 6 | 3 | 2 | 1 | 10 | 9  | +1 | Fase final                  |  | 0–2 | —   | 1–0 | 2–2 |
| 3   | Independiente del Valle | 8   | 6 | 2 | 2 | 2 | 9  | 7  | +2 | Fase final da Sul-Americana |  | 1–1 | 2–2 | —   | 3–0 |
| 4   | América Mineiro         | 2   | 6 | 0 | 2 | 4 | 6  | 13 | −7 |                             |  | 1–2 | 2–3 | 0–2 | —   |

### Grupo E
| Pos | Equipe         | Pts | J | V | E | D | GP | GC | SG | Classificado                |  | BOC | COR | DCA | ALW |
| --- | -------------- | --- | - | - | - | - | -- | -- | -- | --------------------------- |  | --- | --- | --- | --- |
| 1   | Boca Juniors   | 10  | 6 | 3 | 1 | 2 | 5  | 5  | 0  | Fase final                  |  | —   | 1–1 | 1–0 | 2–0 |
| 2   | Corinthians    | 9   | 6 | 2 | 3 | 1 | 5  | 4  | +1 | Fase final                  |  | 2–0 | —   | 1–0 | 1–1 |
| 3   | Deportivo Cali | 8   | 6 | 2 | 2 | 2 | 7  | 4  | +3 | Fase final da Sul-Americana |  | 2–0 | 0–0 | —   | 3–0 |
| 4   | Always Ready   | 5   | 6 | 1 | 2 | 3 | 5  | 9  | −4 |                             |  | 0–1 | 2–0 | 2–2 | —   |

### Grupo F
| Pos | Equipe       | Pts | J | V | E | D | GP | GC | SG  | Classificado                |  | RIV | FOR | COL | ALI |
| --- | ------------ | --- | - | - | - | - | -- | -- | --- | --------------------------- |  | --- | --- | --- | --- |
| 1   | River Plate  | 16  | 6 | 5 | 1 | 0 | 18 | 3  | +15 | Fase final                  |  | —   | 2–0 | 4–0 | 8–1 |
| 2   | Fortaleza    | 10  | 6 | 3 | 1 | 2 | 10 | 9  | +1  | Fase final                  |  | 1–1 | —   | 1–2 | 2–1 |
| 3   | Colo-Colo    | 7   | 6 | 2 | 1 | 3 | 9  | 13 | −4  | Fase final da Sul-Americana |  | 1–2 | 3–4 | —   | 2–1 |
| 4   | Alianza Lima | 1   | 6 | 0 | 1 | 5 | 4  | 16 | −12 |                             |  | 0–1 | 0–2 | 1–1 | —   |

### Grupo G
| Pos | Equipe        | Pts | J | V | E | D | GP | GC | SG | Classificado                |  | CLN | CPO | OLI | PEN |
| --- | ------------- | --- | - | - | - | - | -- | -- | -- | --------------------------- |  | --- | --- | --- | --- |
| 1   | Colón         | 10  | 6 | 3 | 1 | 2 | 8  | 8  | 0  | Fase final                  |  | —   | 2–1 | 2–1 | 2–1 |
| 2   | Cerro Porteño | 8   | 6 | 2 | 2 | 2 | 5  | 4  | +1 | Fase final                  |  | 3–1 | —   | 0–1 | 1–0 |
| 3   | Olimpia       | 8   | 6 | 2 | 2 | 2 | 4  | 4  | 0  | Fase final da Sul-Americana |  | 0–0 | 0–0 | —   | 1–0 |
| 4   | Peñarol       | 7   | 6 | 2 | 1 | 3 | 5  | 6  | −1 |                             |  | 2–1 | 0–0 | 2–1 | —   |

### Grupo H
| Pos | Equipe               | Pts | J | V | E | D | GP | GC | SG | Classificado                |  | FLA | TAL | UCA | SCR |
| --- | -------------------- | --- | - | - | - | - | -- | -- | -- | --------------------------- |  | --- | --- | --- | --- |
| 1   | Flamengo             | 16  | 6 | 5 | 1 | 0 | 15 | 6  | +9 | Fase final                  |  | —   | 3–1 | 3–0 | 2–1 |
| 2   | Talleres             | 11  | 6 | 3 | 2 | 1 | 6  | 5  | +1 | Fase final                  |  | 2–2 | —   | 1–0 | 1–0 |
| 3   | Universidad Católica | 4   | 6 | 1 | 1 | 4 | 5  | 10 | −5 | Fase final da Sul-Americana |  | 2–3 | 0–1 | —   | 2–1 |
| 4   | Sporting Cristal     | 2   | 6 | 0 | 2 | 4 | 3  | 8  | −5 |                             |  | 0–2 | 0–0 | 1–1 | —   |

## Fase final
Após a conclusão da fase de grupos, um sorteio em 27 de maio definiu o chaveamento das equipes classificadas a partir das oitavas de final até a final.
As equipes que finalizaram em primeiro lugar na fase de grupos (pote 1 no sorteio) enfrentaram as equipes que finalizaram em segundo lugar (pote 2), não havendo restrições nos confrontos, portanto podendo ser sorteadas equipes de um mesmo país ou que integraram o mesmo grupo na fase anterior. A pontuação obtida na fase de grupos serve para a definição dos mandos de campo até a semifinal, com as equipes melhores posicionadas sempre realizando o jogo de volta como equipe mandante (numerados de 1 a 16).
| Seed | Grp | Equipe               | Pts | J | V | E | D | GP | GC | SG  | Sorteio das oitavas de final |
| ---- | --- | -------------------- | --- | - | - | - | - | -- | -- | --- | ---------------------------- |
| 1    | A   | Palmeiras            | 18  | 6 | 6 | 0 | 0 | 25 | 3  | +22 | Pote 1                       |
| 2    | F   | River Plate          | 16  | 6 | 5 | 1 | 0 | 18 | 3  | +15 | Pote 1                       |
| 3    | H   | Flamengo             | 16  | 6 | 5 | 1 | 0 | 15 | 6  | +9  | Pote 1                       |
| 4    | C   | Estudiantes          | 13  | 6 | 4 | 1 | 1 | 8  | 5  | +3  | Pote 1                       |
| 5    | D   | Atlético Mineiro     | 11  | 6 | 3 | 2 | 1 | 10 | 6  | +4  | Pote 1                       |
| 6    | B   | Libertad             | 10  | 6 | 3 | 1 | 2 | 8  | 6  | +2  | Pote 1                       |
| 7    | G   | Colón                | 10  | 6 | 3 | 1 | 2 | 8  | 8  | 0   | Pote 1                       |
| 8    | E   | Boca Juniors         | 10  | 6 | 3 | 1 | 2 | 5  | 5  | 0   | Pote 1                       |
|      |     |                      |     |   |   |   |   |    |    |     |                              |
| 9    | D   | Deportes Tolima      | 11  | 6 | 3 | 2 | 1 | 10 | 9  | +1  | Pote 2                       |
| 10   | H   | Talleres             | 11  | 6 | 3 | 2 | 1 | 6  | 5  | +1  | Pote 2                       |
| 11   | F   | Fortaleza            | 10  | 6 | 3 | 1 | 2 | 10 | 9  | +1  | Pote 2                       |
| 12   | B   | Athletico Paranaense | 10  | 6 | 3 | 1 | 2 | 8  | 7  | +1  | Pote 2                       |
| 13   | E   | Corinthians          | 9   | 6 | 2 | 3 | 1 | 5  | 4  | +1  | Pote 2                       |
| 14   | A   | Emelec               | 8   | 6 | 2 | 2 | 2 | 14 | 7  | +7  | Pote 2                       |
| 15   | C   | Vélez Sarsfield      | 8   | 6 | 2 | 2 | 2 | 12 | 11 | +1  | Pote 2                       |
| 16   | G   | Cerro Porteño        | 8   | 6 | 2 | 2 | 2 | 5  | 4  | +1  | Pote 2                       |

### Esquema
As equipes que estão na parte superior do confronto possuem o mando de campo no primeiro jogo e em negrito as equipes classificadas.
|  | Oitavas de final         | Oitavas de final         | Oitavas de final         | Oitavas de final         |       |                      | Quartas de final | Quartas de final | Quartas de final | Quartas de final |  |                      | Semifinais                   | Semifinais                   | Semifinais                   | Semifinais                   |          |   | Final         | Final         |
|  | 28 de junho a 7 de julho | 28 de junho a 7 de julho | 28 de junho a 7 de julho | 28 de junho a 7 de julho |       |                      | 2 a 11 de agosto | 2 a 11 de agosto | 2 a 11 de agosto | 2 a 11 de agosto |  |                      | 30 de agosto a 7 de setembro | 30 de agosto a 7 de setembro | 30 de agosto a 7 de setembro | 30 de agosto a 7 de setembro |          |   | 29 de outubro | 29 de outubro |
|  |                          |                          |                          |                          |       |                      |                  |                  |                  |                  |  |                      |                              |                              |                              |                              |          |   |               |               |
|  | Vélez Sarsfield          | 1                        | 0                        | 1                        |       |                      |                  |                  |                  |                  |  |                      |                              |                              |                              |                              |          |   |               |               |
|  | River Plate              | 0                        | 0                        | 0                        |       |                      |                  |                  |                  |                  |  |                      |                              |                              |                              |                              |          |   |               |               |
|  | River Plate              | 0                        | 0                        | 0                        |       | Vélez Sarsfield      | 3                | 1                | 4                |                  |  |                      |                              |                              |                              |                              |          |   |               |               |
|  |                          |                          |                          |                          |       | Vélez Sarsfield      | 3                | 1                | 4                |                  |  |                      |                              |                              |                              |                              |          |   |               |               |
|  |                          | Talleres                 | 2                        | 0                        | 2     |                      |                  |                  |                  |                  |  |                      |                              |                              |                              |                              |          |   |               |               |
|  | Talleres                 | Talleres                 | 2                        | 0                        | 2     | 1                    | 2                | 3                |                  |                  |  |                      |                              |                              |                              |                              |          |   |               |               |
|  | Talleres                 |                          |                          |                          |       | 1                    | 2                | 3                |                  |                  |  |                      |                              |                              |                              |                              |          |   |               |               |
|  | Colón                    | 1                        | 0                        | 1                        |       |                      |                  |                  |                  |                  |  |                      |                              |                              |                              |                              |          |   |               |               |
|  | Colón                    | 1                        | 0                        | 1                        |       |                      |                  |                  |                  |                  |  | Vélez Sarsfield      | 0                            | 1                            | 1                            |                              |          |   |               |               |
|  |                          |                          |                          |                          |       |                      |                  |                  |                  |                  |  | Vélez Sarsfield      | 0                            | 1                            | 1                            |                              |          |   |               |               |
|  |                          | Flamengo                 | 4                        | 2                        | 6     |                      |                  |                  |                  |                  |  |                      |                              |                              |                              |                              |          |   |               |               |
|  | Corinthians (pen)        | Flamengo                 | 4                        | 2                        | 6     | 0                    | 0                | 0 (6)            |                  |                  |  |                      |                              |                              |                              |                              |          |   |               |               |
|  | Corinthians (pen)        |                          |                          |                          |       | 0                    | 0                | 0 (6)            |                  |                  |  |                      |                              |                              |                              |                              |          |   |               |               |
|  | Boca Juniors             | 0                        | 0                        | 0 (5)                    |       |                      |                  |                  |                  |                  |  |                      |                              |                              |                              |                              |          |   |               |               |
|  | Boca Juniors             | 0                        | 0                        | 0 (5)                    |       | Corinthians          | 0                | 0                | 0                |                  |  |                      |                              |                              |                              |                              |          |   |               |               |
|  |                          |                          |                          |                          |       | Corinthians          | 0                | 0                | 0                |                  |  |                      |                              |                              |                              |                              |          |   |               |               |
|  |                          | Flamengo                 | 2                        | 1                        | 3     |                      |                  |                  |                  |                  |  |                      |                              |                              |                              |                              |          |   |               |               |
|  | Deportes Tolima          | Flamengo                 | 2                        | 1                        | 3     | 0                    | 1                | 1                |                  |                  |  |                      |                              |                              |                              |                              |          |   |               |               |
|  | Deportes Tolima          |                          |                          |                          |       | 0                    | 1                | 1                |                  |                  |  |                      |                              |                              |                              |                              |          |   |               |               |
|  | Flamengo                 | 1                        | 7                        | 8                        |       |                      |                  |                  |                  |                  |  |                      |                              |                              |                              |                              |          |   |               |               |
|  | Flamengo                 | 1                        | 7                        | 8                        |       |                      |                  |                  |                  |                  |  |                      |                              |                              |                              |                              | Flamengo | 1 |               |               |
|  |                          |                          |                          |                          |       |                      |                  |                  |                  |                  |  |                      |                              |                              |                              |                              |          | 1 |               |               |
|  |                          | Athletico Paranaense     | 0                        |                          |       |                      |                  |                  |                  |                  |  |                      |                              |                              |                              |                              |          |   |               |               |
|  | Athletico Paranaense     | Athletico Paranaense     | 0                        | 2                        | 1     | 3                    |                  |                  |                  |                  |  |                      |                              |                              |                              |                              |          |   |               |               |
|  | Athletico Paranaense     |                          |                          | 2                        | 1     | 3                    |                  |                  |                  |                  |  |                      |                              |                              |                              |                              |          |   |               |               |
|  | Libertad                 | 1                        | 1                        | 2                        |       |                      |                  |                  |                  |                  |  |                      |                              |                              |                              |                              |          |   |               |               |
|  | Libertad                 | 1                        | 1                        | 2                        |       | Athletico Paranaense | 0                | 1                | 1                |                  |  |                      |                              |                              |                              |                              |          |   |               |               |
|  |                          |                          |                          |                          |       | Athletico Paranaense | 0                | 1                | 1                |                  |  |                      |                              |                              |                              |                              |          |   |               |               |
|  |                          | Estudiantes              | 0                        | 0                        | 0     |                      |                  |                  |                  |                  |  |                      |                              |                              |                              |                              |          |   |               |               |
|  | Fortaleza                | Estudiantes              | 0                        | 0                        | 0     | 1                    | 0                | 1                |                  |                  |  |                      |                              |                              |                              |                              |          |   |               |               |
|  | Fortaleza                |                          |                          |                          |       | 1                    | 0                | 1                |                  |                  |  |                      |                              |                              |                              |                              |          |   |               |               |
|  | Estudiantes              | 1                        | 3                        | 4                        |       |                      |                  |                  |                  |                  |  |                      |                              |                              |                              |                              |          |   |               |               |
|  | Estudiantes              | 1                        | 3                        | 4                        |       |                      |                  |                  |                  |                  |  | Athletico Paranaense | 1                            | 2                            | 3                            |                              |          |   |               |               |
|  |                          |                          |                          |                          |       |                      |                  |                  |                  |                  |  | Athletico Paranaense | 1                            | 2                            | 3                            |                              |          |   |               |               |
|  |                          | Palmeiras                | 0                        | 2                        | 2     |                      |                  |                  |                  |                  |  |                      |                              |                              |                              |                              |          |   |               |               |
|  | Emelec                   | Palmeiras                | 0                        | 2                        | 2     | 1                    | 0                | 1                |                  |                  |  |                      |                              |                              |                              |                              |          |   |               |               |
|  | Emelec                   |                          |                          |                          |       | 1                    | 0                | 1                |                  |                  |  |                      |                              |                              |                              |                              |          |   |               |               |
|  | Atlético Mineiro         | 1                        | 1                        | 2                        |       |                      |                  |                  |                  |                  |  |                      |                              |                              |                              |                              |          |   |               |               |
|  | Atlético Mineiro         | 1                        | 1                        | 2                        |       | Atlético Mineiro     | 2                | 0                | 2 (5)            |                  |  |                      |                              |                              |                              |                              |          |   |               |               |
|  |                          |                          |                          |                          |       | Atlético Mineiro     | 2                | 0                | 2 (5)            |                  |  |                      |                              |                              |                              |                              |          |   |               |               |
|  |                          | Palmeiras (pen)          | 2                        | 0                        | 2 (6) |                      |                  |                  |                  |                  |  |                      |                              |                              |                              |                              |          |   |               |               |
|  | Cerro Porteño            | Palmeiras (pen)          | 2                        | 0                        | 2 (6) | 0                    | 0                | 0                |                  |                  |  |                      |                              |                              |                              |                              |          |   |               |               |
|  | Cerro Porteño            |                          |                          |                          |       | 0                    | 0                | 0                |                  |                  |  |                      |                              |                              |                              |                              |          |   |               |               |
|  | Palmeiras                | 3                        | 5                        | 8                        |       |                      |                  |                  |                  |                  |  |                      |                              |                              |                              |                              |          |   |               |               |

### Final
| 29 de outubro de 2022 | Flamengo      | 1 – 0     | Athletico Paranaense | Estádio Monumental, Guaiaquil |
| 15:00 (UTC−5)         | Gabriel 45+4' | Relatório |                      | Árbitro: ARG Patricio Loustau |

## Premiação
| Copa Libertadores da América de 2022 |
| Brasil                               |
| ------------------------------------ |
| FLAMENGO Campeão (3.º título)        |

## Estatísticas
| Jogador             | Equipe                  | Gols |
| ------------------- | ----------------------- | ---- |
| Pedro               | Flamengo                | 12   |
| Lucas Janson        | Vélez Sarsfield         | 7    |
| Rafael Navarro      | Palmeiras               | 7    |
| Rony                | Palmeiras               | 7    |
| Gabriel             | Flamengo                | 6    |
| Julián Álvarez      | River Plate             | 6    |
| Raphael Veiga       | Palmeiras               | 6    |
| Sebastián Rodríguez | Emelec                  | 6    |
| Hulk                | Atlético Mineiro        | 5    |
| Junior Sornoza      | Independiente del Valle | 5    |

| Jogador          | Equipe        | Assist. |
| ---------------- | ------------- | ------- |
| Bruno Henrique   | Flamengo      | 5       |
| Enrique Triverio | The Strongest | 4       |
| Wesley           | Palmeiras     | 4       |
| Yago Pikachu     | Fortaleza     | 4       |

### Hat-tricks
| Jogador             | Clube     | Placar  | Adversário              | Data         | Ref.   |
| ------------------- | --------- | ------- | ----------------------- | ------------ | ------ |
| Sebastián Rodríguez | Emelec    | 4–1 (F) | Deportivo Táchira       | 3 de maio    | [ 11 ] |
| Raphael Veiga       | Palmeiras | 5–0 (F) | Independiente Petrolero | 3 de maio    | [ 12 ] |
| Gustavo Scarpa      | Palmeiras | 4–1 (C) | Deportivo Táchira       | 24 de maio   | [ 13 ] |
| Pedro               | Flamengo  | 4–0 (F) | Vélez Sarsfield         | 31 de agosto | [ 14 ] |

### Poker-tricks
| Jogador        | Clube     | Placar  | Adversário              | Data        | Ref.   |
| -------------- | --------- | ------- | ----------------------- | ----------- | ------ |
| Rafael Navarro | Palmeiras | 8–1 (C) | Independiente Petrolero | 12 de abril | [ 15 ] |
| Pedro          | Flamengo  | 7–1 (C) | Deportes Tolima         | 6 de julho  | [ 16 ] |

### Manita
| Jogador        | Clube       | Placar  | Adversário   | Data       | Ref.   |
| -------------- | ----------- | ------- | ------------ | ---------- | ------ |
| Julián Álvarez | River Plate | 8–1 (C) | Alianza Lima | 25 de maio | [ 17 ] |

## Maiores públicos
Esses são os dez maiores públicos do campeonato:
| Nº | Público | Mandante         | Placar | Visitante       | Estádio        | Data          | Fase      | Ref.   |
| -- | ------- | ---------------- | ------ | --------------- | -------------- | ------------- | --------- | ------ |
| 1  | 72 000  | River Plate      | 2–0    | Fortaleza       | Mâs Monumental | 13 de abril   | Grupo F   | [ 18 ] |
| 2  | ≅70 000 | River Plate      | 8–1    | Alianza Lima    | Mâs Monumental | 25 de maio    | Grupo F   | [ 19 ] |
| 3  | 68 418  | Flamengo         | 1–0    | Corinthians     | Maracanã       | 9 de agosto   | Quartas   | [ 20 ] |
| 4  | 66 635  | Flamengo         | 2–1    | Vélez Sarsfield | Maracanã       | 7 de setembro | Semifinal | [ 21 ] |
| 5  | 61 871  | Flamengo         | 7–1    | Deportes Tolima | Maracanã       | 6 de julho    | Oitavas   | [ 22 ] |
| 6  | 59 669  | River Plate      | 0–0    | Vélez Sarsfield | Mâs Monumental | 6 de julho    | Oitavas   | [ 23 ] |
| 7  | 59 000  | Boca Juniors     | 1–0    | Deportivo Cali  | La Bombonera   | 26 de maio    | Grupo E   | [ 24 ] |
| 8  | 57 140  | Atlético Mineiro | 2–2    | Palmeiras       | Mineirão       | 3 de agosto   | Quartas   | [ 25 ] |
| 9  | 56 421  | Atlético Mineiro | 1–0    | Emelec          | Mineirão       | 5 de julho    | Oitavas   | [ 26 ] |
| 10 | 53 577  | River Plate      | 4–0    | Colo-Colo       | Mâs Monumental | 19 de maio    | Grupo F   | [ 27 ] |

## Classificação geral
Oficialmente a CONMEBOL não reconhece uma classificação geral de participantes na Copa Libertadores. A tabela a seguir classifica as equipes de acordo com a fase alcançada e considerando os critérios de desempate.
| Campeão                         |                         |    |    |    |   |   |    |    |     |
| 1                               | Flamengo                | 37 | 13 | 12 | 1 | 0 | 33 | 8  | +25 |
| Vice-campeão                    |                         |    |    |    |   |   |    |    |     |
| 2                               | Athletico Paranaense    | 22 | 13 | 6  | 4 | 3 | 15 | 12 | +3  |
| Eliminados nas semifinais       |                         |    |    |    |   |   |    |    |     |
| 3                               | Palmeiras               | 27 | 12 | 8  | 3 | 1 | 37 | 8  | +29 |
| 4                               | Vélez Sarsfield         | 18 | 12 | 5  | 3 | 4 | 18 | 19 | –1  |
| Eliminados nas quartas de final |                         |    |    |    |   |   |    |    |     |
| 5                               | Estudiantes             | 27 | 14 | 8  | 3 | 3 | 16 | 8  | +8  |
| 6                               | Atlético Mineiro        | 17 | 10 | 4  | 5 | 1 | 14 | 9  | +5  |
| 7                               | Talleres                | 15 | 10 | 4  | 3 | 3 | 11 | 10 | +1  |
| 8                               | Corinthians             | 11 | 10 | 2  | 5 | 3 | 5  | 7  | –2  |
| Eliminados nas oitavas de final |                         |    |    |    |   |   |    |    |     |
| 9                               | River Plate             | 17 | 8  | 5  | 2 | 1 | 18 | 4  | +14 |
| 10                              | Boca Juniors            | 12 | 8  | 3  | 3 | 2 | 5  | 5  | 0   |
| 11                              | Libertad                | 11 | 8  | 3  | 2 | 3 | 10 | 9  | +1  |
| 12                              | Fortaleza               | 11 | 8  | 3  | 2 | 3 | 11 | 13 | –2  |
| 13                              | Colón                   | 11 | 8  | 3  | 2 | 3 | 9  | 11 | –2  |
| 14                              | Deportes Tolima         | 11 | 8  | 3  | 2 | 3 | 11 | 17 | –6  |
| 15                              | Emelec                  | 9  | 8  | 2  | 3 | 3 | 15 | 9  | +6  |
| 16                              | Cerro Porteño           | 8  | 8  | 2  | 2 | 4 | 5  | 12 | –7  |
| Eliminados na fase de grupos    |                         |    |    |    |   |   |    |    |     |
| 17                              | Olimpia                 | 21 | 12 | 6  | 3 | 3 | 14 | 9  | +5  |
| 18                              | The Strongest           | 13 | 10 | 3  | 4 | 3 | 13 | 10 | +3  |
| 19                              | Deportivo Cali          | 8  | 6  | 2  | 2 | 2 | 7  | 4  | +3  |
| 20                              | Independiente del Valle | 8  | 6  | 2  | 2 | 2 | 9  | 7  | +2  |
| 21                              | Nacional                | 7  | 6  | 2  | 1 | 3 | 7  | 7  | 0   |
| 22                              | Peñarol                 | 7  | 6  | 2  | 1 | 3 | 5  | 6  | –1  |
| 23                              | Colo-Colo               | 7  | 6  | 2  | 1 | 3 | 9  | 13 | –4  |

| Eliminados na fase de grupos |                           |     |    |   |   |   |    |    |     |
| Pos                          | Equipes                   | Pts | J  | V | E | D | GP | GC | SG  |
| 24                           | Deportivo Táchira         | 7   | 6  | 2 | 1 | 3 | 8  | 14 | –6  |
| 25                           | América Mineiro           | 7   | 10 | 1 | 4 | 5 | 9  | 16 | –7  |
| 26                           | Caracas                   | 6   | 6  | 1 | 3 | 2 | 4  | 8  | –4  |
| 27                           | Red Bull Bragantino       | 5   | 6  | 1 | 2 | 3 | 5  | 9  | –4  |
| 28                           | Always Ready              | 5   | 6  | 1 | 2 | 3 | 5  | 9  | –4  |
| 29                           | Universidad Católica      | 4   | 6  | 1 | 1 | 4 | 5  | 10 | –5  |
| 30                           | Sporting Cristal          | 2   | 6  | 0 | 2 | 4 | 3  | 8  | –5  |
| 31                           | Alianza Lima              | 1   | 6  | 0 | 1 | 5 | 4  | 16 | –12 |
| 32                           | Independiente Petrolero   | 1   | 6  | 0 | 1 | 5 | 3  | 26 | –23 |
| Eliminados na terceira fase  |                           |     |    |   |   |   |    |    |     |
| 33                           | Barcelona de Guayaquil    | 10  | 6  | 2 | 4 | 0 | 4  | 1  | +3  |
| 34                           | Fluminense                | 9   | 4  | 3 | 0 | 1 | 7  | 4  | +3  |
| 35                           | Universidad Católica      | 5   | 4  | 1 | 2 | 1 | 4  | 3  | +1  |
| 36                           | Everton                   | 3   | 4  | 1 | 0 | 3 | 3  | 3  | 0   |
| Eliminados na segunda fase   |                           |     |    |   |   |   |    |    |     |
| 37                           | Bolívar                   | 7   | 4  | 2 | 1 | 1 | 8  | 5  | +3  |
| 38                           | Guaraní                   | 3   | 2  | 1 | 0 | 1 | 3  | 3  | 0   |
| 39                           | Plaza Colonia             | 3   | 2  | 1 | 0 | 1 | 2  | 3  | –1  |
| 40                           | Audax Italiano            | 3   | 2  | 1 | 0 | 1 | 1  | 2  | –1  |
| 41                           | Monagas                   | 3   | 2  | 1 | 0 | 1 | 1  | 3  | –2  |
| 42                           | Atlético Nacional         | 1   | 2  | 0 | 1 | 1 | 2  | 4  | –2  |
| 43                           | Millonarios               | 0   | 2  | 0 | 0 | 2 | 1  | 4  | –3  |
| 44                           | Universitario             | 0   | 2  | 0 | 0 | 2 | 0  | 3  | –3  |
| Eliminados na primeira fase  |                           |     |    |   |   |   |    |    |     |
| 45                           | Montevideo City Torque    | 2   | 2  | 0 | 2 | 0 | 1  | 1  | 0   |
| 46                           | Universidad César Vallejo | 0   | 2  | 0 | 0 | 2 | 0  | 3  | –3  |
| 47                           | Deportivo Lara            | 0   | 2  | 0 | 0 | 2 | 2  | 7  | –5  |

|  | Classificado à Copa do Mundo de 2022 e à Recopa Sul-Americana de 2023 |  |  | Transferidos à Copa Sul-Americana de 2022 |

## Seleção da Libertadores
A CONMEBOL divulgou, em 31 de outubro de 2022, a seleção da Libertadores.
| Goleiros          | Defensores                                                                | Meias | Atacantes                                                   | Treinador                 |
| ----------------- | ------------------------------------------------------------------------- | --- | ----------------------------------------------------------- | ------------------------- |
| Santos (Flamengo) | Gustavo Gómez (Palmeiras) David Luiz (Flamengo) Thiago Heleno (Athletico) | Éverton Ribeiro (Flamengo) De Arrascaeta (Flamengo) Gustavo Scarpa (Palmeiras) Lucas Janson (Vélez Sarsfield) | Vitor Roque (Athletico) Pedro (Flamengo) Gabriel (Flamengo) | Dorival Júnior (Flamengo) |